# Michael Breitkopf

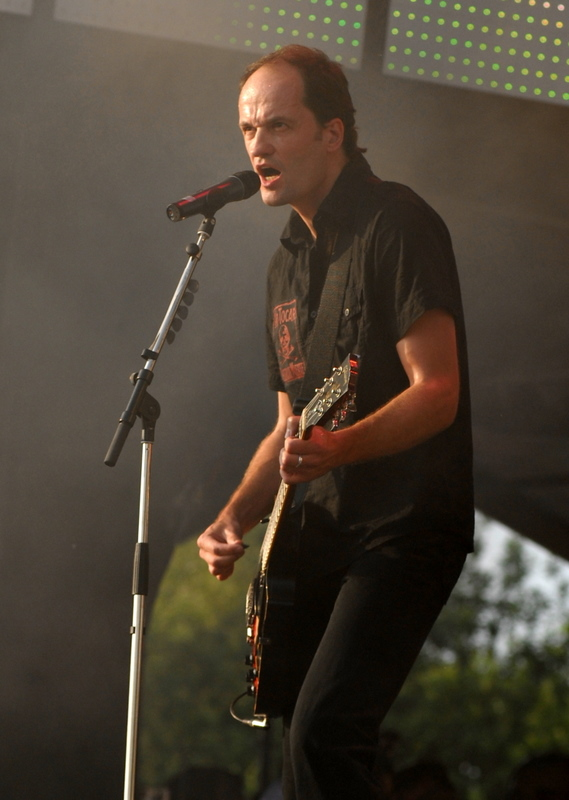
Breiti

Michael Breitkopf mer känd som Breiti, född 6 februari 1964 i Düsseldorf, är en av de båda gitarristerna i det tyska punkbandet Die Toten Hosen.